# Hans Rudolf Fuhrer
Hans Rudolf Fuhrer (* 9. Mai 1941 in Uitikon, Kanton Zürich; † 15. Januar 2023 in Meilen) war ein Schweizer Militärhistoriker und Offizier (Oberst a D).

## Leben
Hans Rudolf Fuhrer studierte Pädagogik, Militärgeschichte und Schweizergeschichte und wurde 1982 bei Walter Schaufelberger an der Philosophischen Fakultät der Universität Zürich mit der Dissertation Spionage gegen die Schweiz. Die geheimen deutschen Nachrichtendienste gegen die Schweiz im Zweiten Weltkrieg zum Dr. phil. promoviert.
Bis 1990 war er Seminarlehrer an der Universität Zürich bei der Ausbildung von Lehrern für die Sekundarstufe. Er habilitierte sich mit der Arbeit Die Schweizer Armee im Ersten Weltkrieg. Bedrohung, Landesverteidigung und Landesbefestigung. Danach war er bis 2006 Dozent für Militärgeschichte an der Militärakademie der ETH Zürich und Privatdozent an der Universität Zürich.
Fuhrer veröffentlichte mehrere militärhistorische Bücher. Er war als Reiseleiter und Vorstandsmitglied in der Schweizerischen Gesellschaft für militärhistorische Studienreisen aktiv. 2014 wurde er Ehrenmitglied der Gesellschaft. Er war langjähriger Stiftungsratspräsident der Stiftung, welche die Privatklinik Hohenegg betreibt.
Neben mehreren Büchern veröffentlichte er auch Artikel im Historischen Lexikon der Schweiz. Er war Oberst der Schweizer Armee.
Fuhrer starb im Januar 2023 im Alter von 81 Jahren in Meilen.

## Schriften (Auswahl)

### Monografien
- Spionage gegen die Schweiz. Die geheimen deutschen Nachrichtendienste gegen die Schweiz im Zweiten Weltkrieg 1939–1945. Huber, Frauenfeld 1982, ISBN 3-274-00003-5.
- Kirche in der Armee. Die Entwicklung des Feldpredigerdienstes 1874–1914. Theologischer Verlag, Zürich 1985, ISBN 3-290-11564-X.
- Die Entwicklung der schweizerischen Neutralität nach 1945. Vortrag, gehalten anlässlich der ordentlichen Generalversammlung der «Schweizerzeit» Verlags AG am 24. Mai 2000 auf dem Zürichseeschiff «MS Pfannenstiel» (= Schweizerzeit-Schriftenreihe, Nr. 36). Schweizerzeit Verlag, Flaach 200, ISBN 3-907983-36-X.
- Die Schweizer Armee im Ersten Weltkrieg. Bedrohung, Landesverteidigung und Landesbefestigung. Verlag Neue Zürcher Zeitung, Zürich 2003, ISBN 3-03823-018-9. (3. Auflage, 2008)
- mit Christian Moser: Der lange Schatten Zwinglis. Zürich, das französische Soldbündnis und eidgenössische Bündnispolitik, 1500–1650. Verlag Neue Zürcher Zeitung, Zürich 2009, ISBN 978-3-03823-503-3.
- Alle roten Pfeile kamen aus dem Osten – zu Recht? Das Bild und die Bedrohung der Schweiz 1945–1966 im Licht östlicher Archive (= Der schweizerische Generalstab, Band 11). Hier + Jetzt, Baden 2010, ISBN 978-3-03919-165-9.

### Herausgeberschaften
- mit Paul Meinrad Strässle: General Ulrich Wille. Vorbild den einen – Feindbild den anderen. Verlag Neue Zürcher Zeitung, Zürich 2003, ISBN 3-85823-998-4.
- mit Robert-Peter Eyer: Schweizer in «fremden Diensten». Verherrlicht und verurteilt. Verlag Neue Zürcher Zeitung, Zürich 2006, ISBN 3-03-823196-7.